# Tutte storie
Tutte storie ist das sechste Studioalbum von Eros Ramazzotti. Es wurde am 19. April 1993 von Sony BMG Music Entertainment veröffentlicht. Es erschien auch eine spanische Version, Todo historias.

## Entstehung
Das Album wurde von Ramazzotti mit Piero Cassano und Adelio Cogliati produziert, die Musik schrieben Ramazzotti und Cassano, die Texte Ramazzotti und Cogliati. Schlagzeug spielte Steve Ferrone, Bass Tony Levin und Gitarre Phil Palmer. Die Keyboards spielte Celso Valli, der auch an den Arrangements der Stücke beteiligt war.

## Rezeption
Das Album erreichte in Deutschland Platz drei, in Österreich und der Schweiz sowie auch in Italien Platz eins der Charts. Es verkaufte sich bis zum Sommer 1994 allein in Italien über eine Million Mal, außerhalb drei Millionen Mal, so dass die Gesamtverkäufe zu diesem Zeitpunkt bei mehr als vier Millionen Exemplaren lagen. Daraufhin bot Sony Music Italien Ramazzotti einen Vertrag über fünf Alben und umgerechnet mehr als 31 Millionen US-Dollar an, damals ein Allzeitrekord für einen italienischen Künstler. Das Album erreichte Platinstatus in den USA sowie in verschiedenen Ländern Europas und Südamerikas, darunter Vierfachplatin in der Schweiz.

## Titelliste
| #  | Titel                | Autor(en)                                       | Produzent(en)                  | Länge |
| -- | -------------------- | ----------------------------------------------- | ------------------------------ | ----- |
| 1  | Cose della vita      | Eros Ramazzotti, Piero Cassano, Adelio Cogliati | Piero Cassano                  | 4:48  |
| 2  | A mezza via          | Eros Ramazzotti, Piero Cassano, Adelio Cogliati | Piero Cassano                  | 5:37  |
| 3  | Un'altra te          | Eros Ramazzotti, Piero Cassano, Adelio Cogliati | Piero Cassano, Adelio Cogliati | 4:40  |
| 4  | Memorie              | Eros Ramazzotti, Piero Cassano, Adelio Cogliati | Piero Cassano                  | 4:50  |
| 5  | In compagnia         | Eros Ramazzotti, Piero Cassano, Adelio Cogliati | Piero Cassano                  | 4:38  |
| 6  | Un grosso no         | Eros Ramazzotti, Piero Cassano, Adelio Cogliati | Piero Cassano                  | 5:04  |
| 7  | Favola               | Eros Ramazzotti, Piero Cassano, Adelio Cogliati | Piero Cassano, Adelio Cogliati | 4:20  |
| 8  | Non c'è più fantasia | Eros Ramazzotti, Piero Cassano, Adelio Cogliati | Piero Cassano                  | 3:51  |
| 9  | Nostalsong           | Eros Ramazzotti, Piero Cassano, Adelio Cogliati | Piero Cassano                  | 4:27  |
| 10 | Niente di male       | Eros Ramazzotti, Piero Cassano, Adelio Cogliati | Piero Cassano                  | 4:02  |
| 11 | Esodi                | Eros Ramazzotti, Piero Cassano, Adelio Cogliati | Piero Cassano                  | 4:31  |
| 12 | L'ultima rivoluzione | Eros Ramazzotti, Piero Cassano, Adelio Cogliati | Piero Cassano                  | 4:13  |
| 13 | Silver e Missie      | Eros Ramazzotti, Piero Cassano, Adelio Cogliati | Piero Cassano                  | 4:25  |

## Kommerzieller Erfolg

### Chartplatzierungen

#### Album
| ChartsChartplatzierungen | Höchstplatzierung | Wochen |
| ------------------------ | ----------------- | ------ |
| Deutschland (GfK)        | 3 (43 Wo.)        | 43     |
| Italien (M&D)            | 1 (31 Wo.)        | 31     |
| Österreich (Ö3)          | 1 (20 Wo.)        | 20     |
| Schweiz (IFPI)           | 1 (57 Wo.)        | 57     |
| Spanien (Promusicae)     | 2 (45 Wo.)        | 45     |

| ChartsJahrescharts (1993) | Platzierung |
| ------------------------- | ----------- |
| Deutschland (GfK)         | 13          |
| Österreich (Ö3)           | 18          |
| Schweiz (IFPI)            | 2           |

#### Singles
| Jahr | Titel                              | Höchstplatzierung, Gesamtwochen, AuszeichnungChartplatzierungen (Jahr, Titel, , Platzierungen, Wochen, Auszeichnungen, Anmerkungen) | Höchstplatzierung, Gesamtwochen, AuszeichnungChartplatzierungen (Jahr, Titel, , Platzierungen, Wochen, Auszeichnungen, Anmerkungen) | Höchstplatzierung, Gesamtwochen, AuszeichnungChartplatzierungen (Jahr, Titel, , Platzierungen, Wochen, Auszeichnungen, Anmerkungen) | Höchstplatzierung, Gesamtwochen, AuszeichnungChartplatzierungen (Jahr, Titel, , Platzierungen, Wochen, Auszeichnungen, Anmerkungen) | Höchstplatzierung, Gesamtwochen, AuszeichnungChartplatzierungen (Jahr, Titel, , Platzierungen, Wochen, Auszeichnungen, Anmerkungen) | Anmerkungen                                             |
| Jahr | Titel                              | DE | AT | CH | IT | ES | Anmerkungen                                             |
| ---- | ---------------------------------- | --- | --- | --- | --- | --- | ------------------------------------------------------- |
| 1993 | Un’altra te                        | DE58 (10 Wo.)DE | — | CH11 (16 Wo.)CH | IT23 (1 Wo.)IT | — | Erstveröffentlichung: 4. April 1993                     |
| 1993 | Cose della vita / Cosas de la vida | DE30 (21 Wo.)DE | AT15 (12 Wo.)AT | CH7 Gold · (28 Wo.)CH | IT6 (10 Wo.)IT | ES3 (7 Wo.)ES | Erstveröffentlichung: 14. April 1993 Verkäufe: + 25.000 |

grau schraffiert: keine Chartdaten aus diesem Jahr verfügbar

### Auszeichnungen für Musikverkäufe
Tutte storie wurde weltweit mit 3× Gold und 19× Platin ausgezeichnet. Damit verkaufte sich das Album laut Auszeichnungen über 2,5 Millionen Mal (inklusive Premium-Streaming), insgesamt aber wurden bereits bis Sommer 1994 über vier Millionen Exemplare verkauft.

| Land/Region               | Auszeichnungen für Musikverkäufe (Land/Region, Auszeichnung, Verkäufe) | Verkäufe  |
| ------------------------- | ---------------------------------------------------------------------- | --------- |
| Argentinien (CAPIF)       | 5× Platin                                                              | 300.000   |
| Brasilien (PMB)           | Gold                                                                   | 100.000   |
| Deutschland (BVMI)        | Platin                                                                 | (500.000) |
| Europa (IFPI)             | 2× Platin                                                              | 2.000.000 |
| Frankreich (SNEP)         | 2× Gold                                                                | (200.000) |
| Niederlande (NVPI)        | Platin                                                                 | (100.000) |
| Österreich (IFPI)         | Platin                                                                 | (50.000)  |
| Schweden (IFPI)           | Platin                                                                 | (100.000) |
| Schweiz (IFPI)            | 4× Platin                                                              | (200.000) |
| Spanien (Promusicae)      | 2× Platin                                                              | (200.000) |
| Vereinigte Staaten (RIAA) | 2× Platin                                                              | 120.000   |
| Insgesamt                 | 3× Gold · 19× Platin ·                                                 | 2.520.000 |

Hauptartikel: Eros Ramazzotti/Auszeichnungen für Musikverkäufe